# ГЕС Айроло
ГЕС Айроло (нім. Airolo) — гідроелектростанція на південному сході Швейцарії. Є найвищою станцією на Тічино (ліва притока По), хоча сама не відбирає воду з цієї річки, використовуючи лише її притоки та деривацію.
Ресурс для роботи станції постачається із району перевалу Сен-Готтард, де існують водосховища по обидва боки водорозділу:
- На річці Готтардрейс (права твірна Ройсу), створене за допомогою бетонної контрфорсної греблі Лучендро (Lucendro) висотою 73 м та довжиною 268,5 м, на спорудження якої пішло 154 тис. м3 матеріалу. Вона утримує сховище із площею поверхні 0,54 км2 з об'ємом 25 млн м3[1].
- На річці Селла (басейн Тічино), створене за допомогою гравітаційної греблі Селла висотою 36 метрів та довжиною 330 метрів, на спорудження якої пішло 74 тис. м3 матеріалу. Вона утримує сховище із площею поверхні 0,45 км2 з об'ємом 9,2 млн м3[2].

Дериваційні тунелі від обох сховищ сходяться перед верхньою балансуючою камерою, розташованою на рівні озера Лучендро (2134 м над рівнем моря). Оскільки рівень Селла дещо вище (2256 метрів над рівнем моря), у 1991 році для використання цієї різниці на тунелі споруджено малу ГЕС Селла потужністю 2 МВт. Від балансуючої камери до машинного залу, розташованого в долині Тічино, веде напірна шахта, яка забезпечує напір у 996 метрів. Зал обладнано двома турбінами типу Пелтон загальною потужністю 58 МВт, які виробляють 102 млн кВт·год електроенергії на рік.
Будівництво станції відбувалось у період з 1942 по 1947 роки. У 1968 році на Тічино за допомогою земляної гравітаційної греблі висотою 20 метрів та довжиною 98 метрів створили нижній балансуючий резервуар об'ємом 370 тис. м3, після якого вода прямує на наступну станцію на Тічино — ГЕС Сталведро (Піотта).